# Алгабасский сельский округ (Акжаикский район)
Алгабасский сельский округ — административно-территориальное образование в Акжаикском районе Западно-Казахстанской области.

## Административное устройство
1. село Алгабас
2. село Бесоба
3. село Тегисжол
4. село Карагай
5. село Жанажол
6. село Тоган